# Pierre Le Gros
Pierre Le Gros (také Legros) [pjer legro] (12. duben 1666, Paříž – 3. květen 1719, Řím) byl francouzský barokní sochař. Jeho život a tvorba jsou téměř výlučně spjaty s Římem.

## Život a tvorba

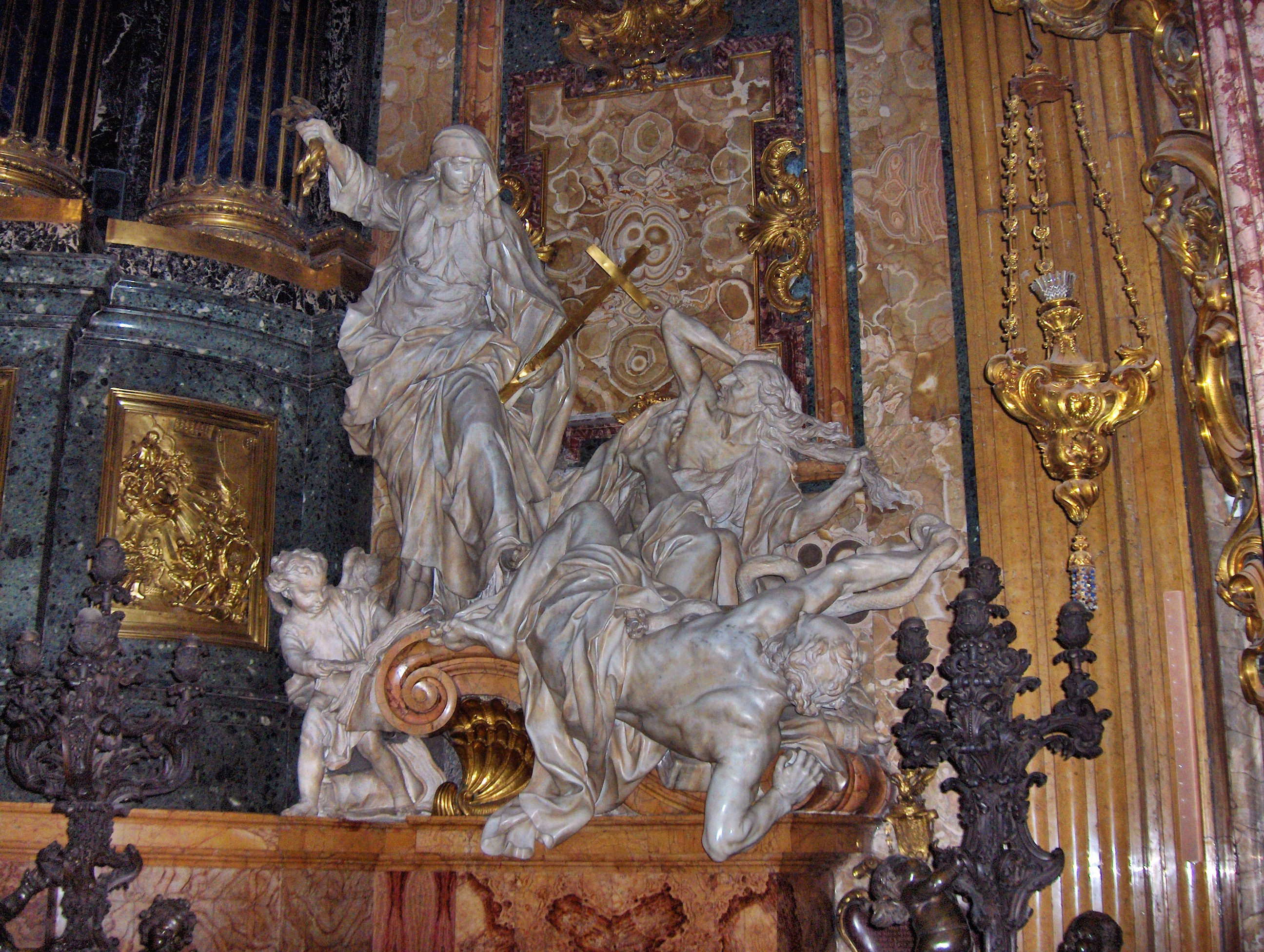
Pierre Le Gros, Náboženství porážející hereze, 1695–1699, mramor, Kostel del Gesù, Řím

Narodil se v Paříži v rodině se silnou uměleckou tradicí. V seznamech umělců bývá označován přídomkem "mladší", kvůli odlišení od jeho otce, rovněž sochaře, Pierra Le Grose Staršího (1629–1714). Ten se proslavil jako dvorní sochař Ludvíka XIV.
Umělecké předky měl Pierre i z matčiny strany: její dva bratři – Gaspar a Balthasar Marsyovi (známí svými díly pro královské sídlo ve Versailles) – byly také sochaři. Od mládí projevované výtvarné nadání rozvíjel nejen v dílně svého otce, ale i u nevlastního dědečka, grafika Jeana Le Pautrea (1618–1682). Vícekrát se zúčastnil výtvarných soutěží pořádaných pařížskou Královskou akademií malířství a sochařství (Académie royale de peinture et de sculpture). V roce 1685 získal třetí cenu a v následujícím roce soutěž dokonce vyhrál, čímž získal tzv. Římskou cenu, zaručující studijní pobyt na Francouzské akademii v Římě (Académie de France à Rome). Do 90. let 17. století spadá vytvoření jeho prvního známého díla – kopie antické sochy sv. Vettura (dnes se toto jediné Le Grosovo dílo v Paříži nachází v zahradě Tuilerského paláce).
V letech 1695–1697 se zúčastnil konkurzu vyhlášeného římskými jezuity na uměleckou výzdobu hlavního řeholního kostela il Gesù. Na základě výsledků konkurzu získal zakázku na vytvoření monumentálního alegorického sousoší Náboženství porážejíc hereze (1695–1699) jakož i stříbrné sochy zakladatele řádu Ignáce z Loyoly nad jeho hrobem (socha byla o sto let později roztavena a nahrazena dílem z dílny Antonia Canovy). Aby se mohl naplno věnovat této práci, opustil akademii a uchýlil se do Palazzo Farnese, kde si zřídil vlastní dílnu. Současně pracoval i na dalších dílech – na základě objednávky jezuitů v letech 1697–1699 vytvořil mramorový reliéf na oltáři jezuitského světce Aloisia Gonzaga v kostele Sant'Ignazio di Loyola (pro tento chrám vytvořil o deset let později monumentální náhrobek papeže Řehoře XV. a jeho synovce, kardinála Ludovica Ludovisiho) a dominikáni ho pověřili vytvořením náhrobku "svého" papeže Pia V. (v bazilice Santa Maria Maggiore).
V roce 1700 se Le Gros stal členem Akademie svatého Lukáše (Accademia di San Luca), prestižní umělecko-vzdělávací instituce. Členství v ní mu otevřelo cestu k životním zakázkám. V letech 1703–1712 vytvořil pro římskou Lateránskou baziliku kolosální sochy dvou apoštolů – svatého Bartoloměje a svatého Tomáše. V letech 1708–1710, ve spolupráci s architektem Filippo Juvarrou (1678–1736), se podílel na výstavbě kaple Antamori (Cappella Antamori) v kostele San Girolamo della caritas (kromě štukatúrské výzdoby vytvořil monumentální sochu římského patrona Filipa Neriho).

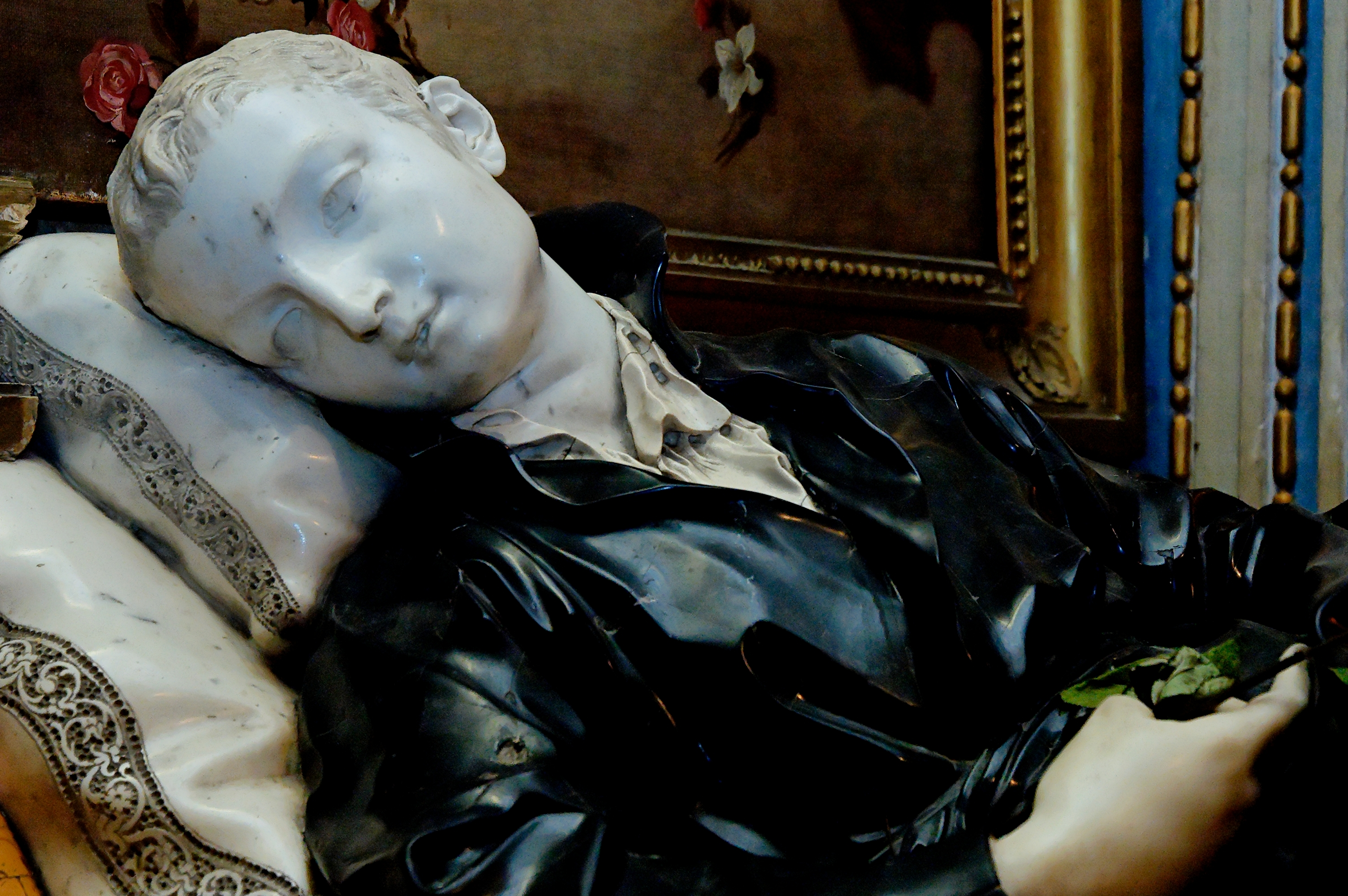
Pierre Le Gros, Stanislav Kostka na smrtelné posteli (detail), 1702– 1703, mramor, Kostel Sant'Andrea al Quirinale, Řím

V závěru svého života se opět vrátil k pracím pro římské jezuity. Z let 1702–1703 pochází jeho kolorovaná mramorová socha Svatý Stanislav Kostka na smrtelné posteli, znázorňující skon mladého polského jezuitského novice. Vystavena je v Kostkově pokoji v klášteře u kostele Sant'Andrea al Quirinale.
Začátkem druhého desetiletí 18. století však Le Grosova sláva začala upadat. Nejprve ztratil přízeň jezuitů, když tvrdošíjně prosazoval svůj návrh na přemístění sochy svatého Stanislava do nově vzniklé kaple. Navíc se začal potýkat s potížemi i v osobním životě. V roce 1714 zemřel v Paříži jeho otec a on sám také vážně onemocněl. V následujícím roce odjel do Paříže a ve svém rodném městě toužil strávit zbytek života. Avšak v pařížských uměleckých kruzích se setkal s nevraživostí svých kolegů z Královské akademie, na základě čehož se rozhodl vrátit do Říma. Zde pochopil, že jeho hvězda definitivně zhasla. Viděl, že na výsluní se dostává Camillo Rusconi, oblíbenec papeže Klementa XI. Vrcholem všeho bylo jeho vyloučení z Akademie svatého Lukáše, což mimo jiné znamenalo, že nemohl dostat žádnou další veřejnou zakázku. Římský trh pro něj byl od té chvíle uzavřen, což ho rychle přivedlo do finančních potíží. Musel se spokojit i s menšími pracemi mimo hlavní město (např. sochy pro benediktinské opatství v Monte Cassinu).
Jeho posledním dílem, které vytvořil na doporučení svého přítele Filippa Juvarra, v té době dvorního architekta savojského vévody Viktora Amadea II., byly dvě sochy (svaté Kristýny a svaté Terezie) pro turínský kostel San Cristina.
Zatrpklý Pierre Le Gros zemřel na zápal plic začátkem května 1719, necelý měsíc po dovršení padesáti tří let. Jeho tělesné ostatky uložili v národním chrámu římských Francouzů, v kostele San Luigi dei Francesi. V roce 1725 byl posmrtně rehabilitován a opět přijat do Akademie svatého Lukáše.